# Гегути
Гегути (груз. გეგუთი) — село в Грузии, на территории Цхалтубского муниципалитета края (мхаре) Имеретия.

## География
Село находится в западной части Грузии, на правом берегу реки Риони, на расстоянии приблизительно 14 километров (по прямой) к юго-востоку от города Цхалтубо, административного центра муниципалитета. Абсолютная высота — 93 метра над уровнем моря.

## Население
По результатам официальной переписи населения 2014 года, в Гегути проживало 5049 человек (2987 мужчин и 2062 женщины). В национальной структуре населения грузины составляли 99,4 %, русские — 0,3 %, азербайджанцы — 0,1 %.
| Год  | Население, человек |
| ---- | ------------------ |
| 2002 | 5823               |
| 2014 | ↘ 5049             |